# Canthochilum hispidum
Canthochilum hispidum là một loài bọ cánh cứng trong họ Bọ hung (Scarabaeidae).